# Шкурлатова, Галина Александровна
Галина Александровна Шкурлатова (род. 12 апреля 1956 года, Волгоград) — советский и российский тренер по лёгкой атлетике. Заслуженный тренер России (2004).

## Биография
Галина Александровна Шкурлатова родилась 12 апреля 1956 года в Волгограде. Выступала на спринтерских дистанциях. В 1978 году окончила Волгоградский государственный институт физической культуры.
С 1978 по 1998 год была тренером по лёгкой атлетике ДЮСШ «Локомотив». С 1999 года является тренером по прыжкам в длину областной школы высшего спортивного мастерства г. Волгограда.
Наиболее известными среди её воспитанников являются:
- Виталий Шкурлатов — заслуженный мастер спорта России, четырёхкратный чемпион России, призёр чемпионатов мира и Европы[1];
- Ольга Кучеренко — заслуженный мастер спорта России, чемпионка России в помещении 2009 года, бронзовый призёр чемпионатов Европы 2009 и 2010 года[2][3][4];
- Денис Богданов — бронзовый призёр чемпионата Европы среди юниоров 1009 года и чемпионата России 2014 года[5].

Также тренировала многих других спортсменов, среди которых есть мастера и кандидаты в мастера спорта.

### Семья
Замужем за тренером по лёгкой атлетике Владимиром Шкурлатовым. Сыновья Виталий (род. 1979) и Владислав (род. 1983) — так же известные легкоатлеты.

## Награды и звания
- Почётное звание «Заслуженный тренер России» (2004)[9].
- Знак «Отличник физической культуры и спорта».
- Знак «Почётный работник Волгоградского отделения Приволжской железной дороги» (2005)[10].
- Грамота облспорткомитета Волгограда.